# Pont Kassuende
Le pont de Kassuende est un pont situé au Mozambique qui franchit le Zambèze. Il a été construit à environ 6 km en aval du pont Samora Machel. Il permet aux personnes transitant entre le Malawi et le Zimbabwe de contourner Tete, ce qui contribue à désengorger le pont Samora Machel.

## Histoire
La croissance économique du Mozambique, principalement liée aux investissements étrangers dans le secteur des ressources naturelles, a entraîné une hausse régulière du trafic sur le pont Samora Machel, le seul ouvrage d'art permettant alors le franchissement du Zambèze dans la province de Tete. Ce pont, construit en 1968 et inauguré le 20 juillet 1972, et drainant le trafic routier entre le Malawi et Zimbabwe ne s'avérait plus suffisant.
Pour pallier ce problème, le gouvernement mozambicain a lancé en 2010 un appel d'offres pour la construction d'un nouveau pont près de la ville de Tete.
Le marché, incluant également l'entretien de certaines routes pendant 30 ans  été remporté par le consortium Zambesi Road . Ce consortium est composé d’Ascendi, de Soares da Costa et d’ Infra Engineering. Zambesi Road a à son tour chargé un consortium d'entreprises portugaises Mota-Engil, Soares da Costa et Opway de construire le pont et les routes de desserte. Les travaux ont débuté le 1er avril 2011.
Les travaux ont été achevés en octobre 2014  Le président de la république du Mozambique, Armando Guebuza, a inauguré l'ouvrage d'art le 12 novembre 2014 et l'a baptisé par la même occasion Pont Kassuende. Kassuende est une base militaire établie par le Frelimo dans le district de Maravia (province de Tete) pendant la guerre d'indépendance du Mozambique.
À la suite de l'inauguration du pont, les camions ne peuvent plus transiter par le pont Samora Machel.

## Descriptif
Le pont est situé à cinq kilomètres de la ville de Tete et relie le quartier de Samora Machel (situé à Tete) à la ville de Benga dans le district de Moatize. La route reliant la route nationale 7 à l'accès sud du pont fait 3 km et celle qui relie l'accès nord fait 10,5 km. Le pont a une longueur totale de 1,6 km et une portée de 716 mètres au dessus du fleuve. Sa largeur est de 14,80 mètres, voies piétonnes comprises. Le concessionnaire Estradas do Zambeze a établi un péage, les barrières de péage se trouvent sur les routes donnant accès au pont.

Les travaux ont coûté 105,263 millions d'euros.  

## Galerie

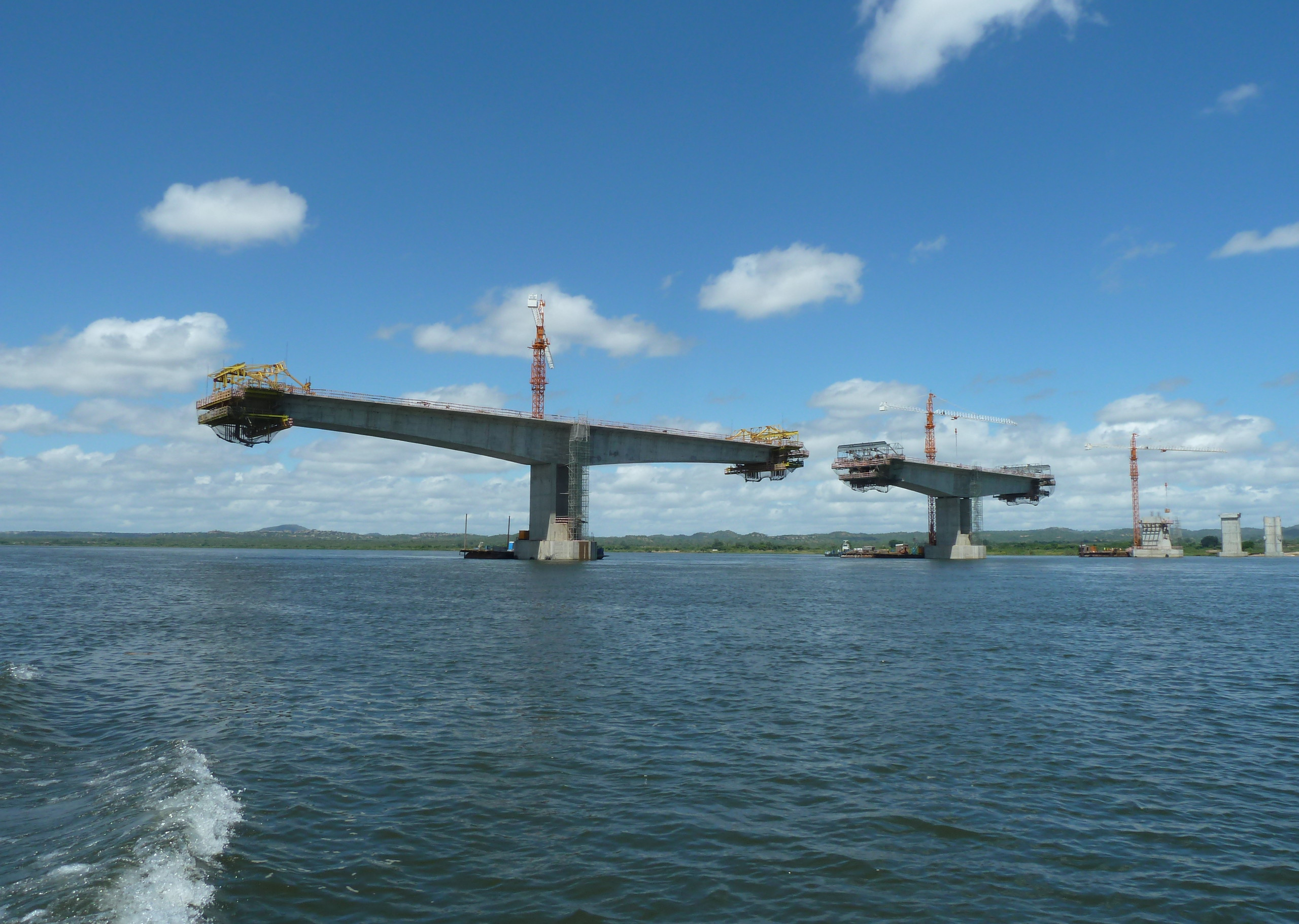
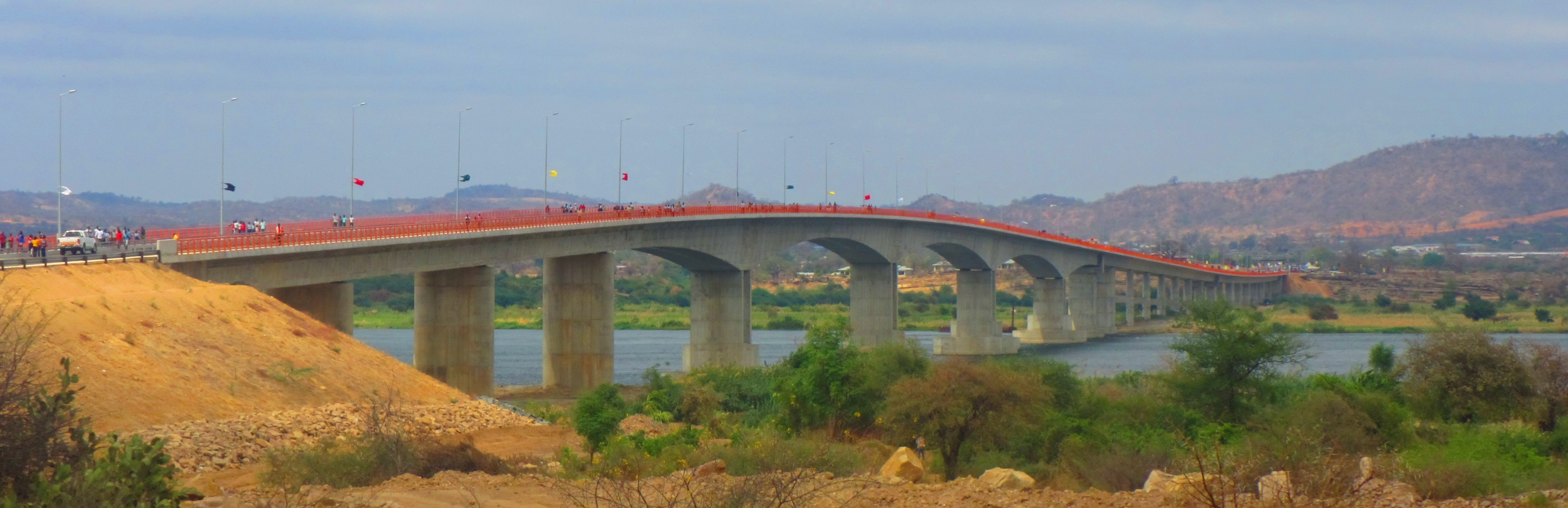